# Bernhard (Ravensberg)
Bernhard von Ravensberg († 1346) war zunächst Propst von Schildesche, Domherr in Osnabrück und Münster, ehe er 1328 Graf von Ravensberg wurde. Er war der letzte Graf aus dem Haus Ravensberg-Calvelage.

## Leben
Er war ein nachgeborener Sohn Ottos III. von Ravensberg und der Hedwig zu Lippe. Erstmals urkundlich genannt wurde er 1276, als sein Vater mit der Zustimmung seines Bruders, seiner Frau und seiner Kinder einen Hof an die Stadt Beckum verkaufte. In den folgenden Jahren wird er in ähnlichen Urkunden genannt. 
Bernhard trat in den geistlichen Stand ein und war spätestens seit 1287 Propst des Stifts Schildesche, später auch Domherr in Osnabrück und Münster. Im Jahr 1303 studierte er in Bologna. Seine Mutter schenkte 1315 mit seiner Zustimmung und der seines Bruders Otto Land dem Kloster Marienfeld.
In Münster war Bernhard 1315 Domkustos und 1327 Domthesaurar. Seit 1317 war er Dompropst in Osnabrück. Offenbar hatten die Brüder von Hardenberg ihn gefangen genommen. Ihnen zahlte er später eine Bürgschaft aus. Dafür wurde er von Erzbischof Otto von Magdeburg entschädigt. Nachdem er von den Bewohnern von Hofgeismar beraubt und gefangen worden war, setzte sich sogar Papst Johannes XXII. für seine Freilassung ein.
Nach dem Tod seines Bruders Otto IV. 1328 behielt Bernhard einen Teil seiner geistlichen Ämter bei. So wurde er 1332 noch als Dompropst von Osnabrück und 1345 als Propst von Schildesche genannt. 
Gleichzeitig amtierte er aber auch als Graf von Ravensberg. Von den großen Fehden seiner Zeit hielt er sich fern. Allerdings schloss er mit dem Bischof Ludwig von Minden ein Bündnis wegen einer Fehde, die er mit Johann von Engellingborsten führte. Er schloss sich zusammen mit fünf weiteren Herren einem Landfriedensbündnis an, das vom Kölner Erzbischof Walram von Jülich in seiner Eigenschaft als Herzog von Westfalen angeregt worden war.  
Da er als Geistlicher nicht verheiratet war, wirkte er darauf hin, dass seiner Nichte Margarethe, die mit dem Grafen Gerhard von Jülich verheiratet war, das Erbe der Grafschaft zufiel. Mit ihm starben die Grafen von Ravensberg in männlicher Linie aus.